# Лиз Бразуел
Елизабет Дж. Бразуел (на английски: Elizabeth J. Braswell) е американска писателка на произведения в жанра фентъзи, приключенски роман, детска литература, любовен роман и научна фантастика. Пише под псевдонимите Лиз Бразуел (на английски: Liz Braswell), Трейси Лин (Tracy Lynn), Силия Томпсън (Celia Thomson), Дж. Б. Стивънс (J. B. Stephens) и под съвместния псевдоним на „Дисни Прес“ – Роб Кид (Rob Kidd). 

## Биография и творчество
Елизабет „Лиз“ Дж. Бразуел е родена през 1950 г. в Бирмингам, Англия. Израства в малък град в Нова Англия. Завършва с отличие университета „Браун“ с бакалавърска степен по египтология.
След дипломирането си в продължение на почти десетилетие работи като продуцент на видеоигри по филмовата поредица „Междузвездни войни“ към „Farscape: The Game“ и „Darkened Skye“.
Първият ѝ роман „Snow“ (Сняг) от поредицата „Имало едно време“ на Дисни е издаден през 2003 г. под псевдонима Трейси Лин. Той е въображаем преразказ на класическата приказка за Снежанка.
През 2004 г. е издаден романа ѝ „The Fallen“ (Падналата) от поредицата „Деветте живота на Клоуи Кинг“ под псевдонима Силия Томпсън. Шестнадесетгодишната Клоуи Кинг получава необикновени умения, които я правят интересна и желана, но и едновременно цел на Ордена на десетото острие. През 2011 г. поредицата е екранизирана в едноименния телевизионен минисерал.
Под псевдонима Дж. Б. Стивънс през 2004 г. е издаден романа ѝ „The Big Empty“ (Голямата празнота) от едноименната поредица за юноши. Неговото действие се развива в Америка в близко бъдеще, която е опустошена от пандемия. Група оцелели, в които е главния герой, се опитва да открие тайно място и лечение в празната вътрешност на страната.
През 2015 г. е издаден първият ѝ роман „Един нов свят“ от поредицата „Сбъркани истории“. Разказът в него е алтернативна история на приказката за Аладин от „Хиляда и една нощ“. В романа древната магическа лампа попада в ръцете на Джафар, подлия съветник на султана, който иска най-вече могъщество. А бедния Аладин и принцеса Жасмин обединяват усилията си за да обединят народа и да го поведат на бунт.
Елизабет Бразуел живее със семейството си в Бруклин.

## Произведения

### Като Лиз Бразуел

#### Серия „Плюшените“ (Stuffed)
- Stuffed (2019)[1][2]
- Into Darkness (2021)

#### Участие в общи серии с други писатели

##### Серия „Сбъркани истории“ (Twisted Tales)
1. A Whole New World (2015)
 Един нов свят, изд.: „Егмонт България“, София (2019), прев. Красимира Абаджиева
2. Once upon a Dream (2016)
 В моя сън, изд.: „Егмонт България“, София (2019), прев. Людмила Русева
3. As Old as Time (2016)
5. Part of Your World (2018)
8. Straight On Till Morning (2020)
10. Unbirthday (2020)
12. What Once Was Mine (2021)
от серията има още 5 романа от различни автори

### Като Трейси Лин

#### Самостоятелни романи
- Rx (2005)[2]

#### Участие в общи серии с други писатели

##### Серия „Имало едно време“ (Once Upon a Time)
- Snow (2003)[1][3]

от серията има още 21 романа от различни автори

### Като Силия Томпсън

#### Серия „Деветте живота на Клоуи Кинг“ (Nine Lives of Chloe King)
1. The Fallen (2004)[1][4]
2. The Stolen (2004)
3. The Chosen (2005)

### Като Роб Кид

#### Серия „Карибски пирати: Джак Спароу“ (Pirates of the Caribbean: Jack Sparrow)
детска поредица истории за периода 13 години преди първия филм
1. The Coming Storm (2006)
5. The Age of Bronze (2006)
6. Silver (2007)
7. City of Gold (2007)
9. Dance of The Hours (2007)
от серията има още 7 книги от различни автори

### Като Дж. Б. Стивънс

#### Серия „Голямата празнота“ (The Big Empty)
1. The Big Empty (2004)[4]
2. Paradise City (2004)
3. Desolation Angels (2005)
4. No Exit (2005)

### Екранизации
- 2011 Деветте живота на Клоуи Кинг, The Nine Lives of Chloe King – тв минисериал, 10 епизода